# 久我美子
久我 美子（くが よしこ、1931年1月21日 - 2024年6月9日）は、日本の女優。身長153cm。本名：小野田 美子（おのだ はるこ）、旧姓：久我（こが）。所属芸能事務所はワタナベエンターテインメント。

## 経歴

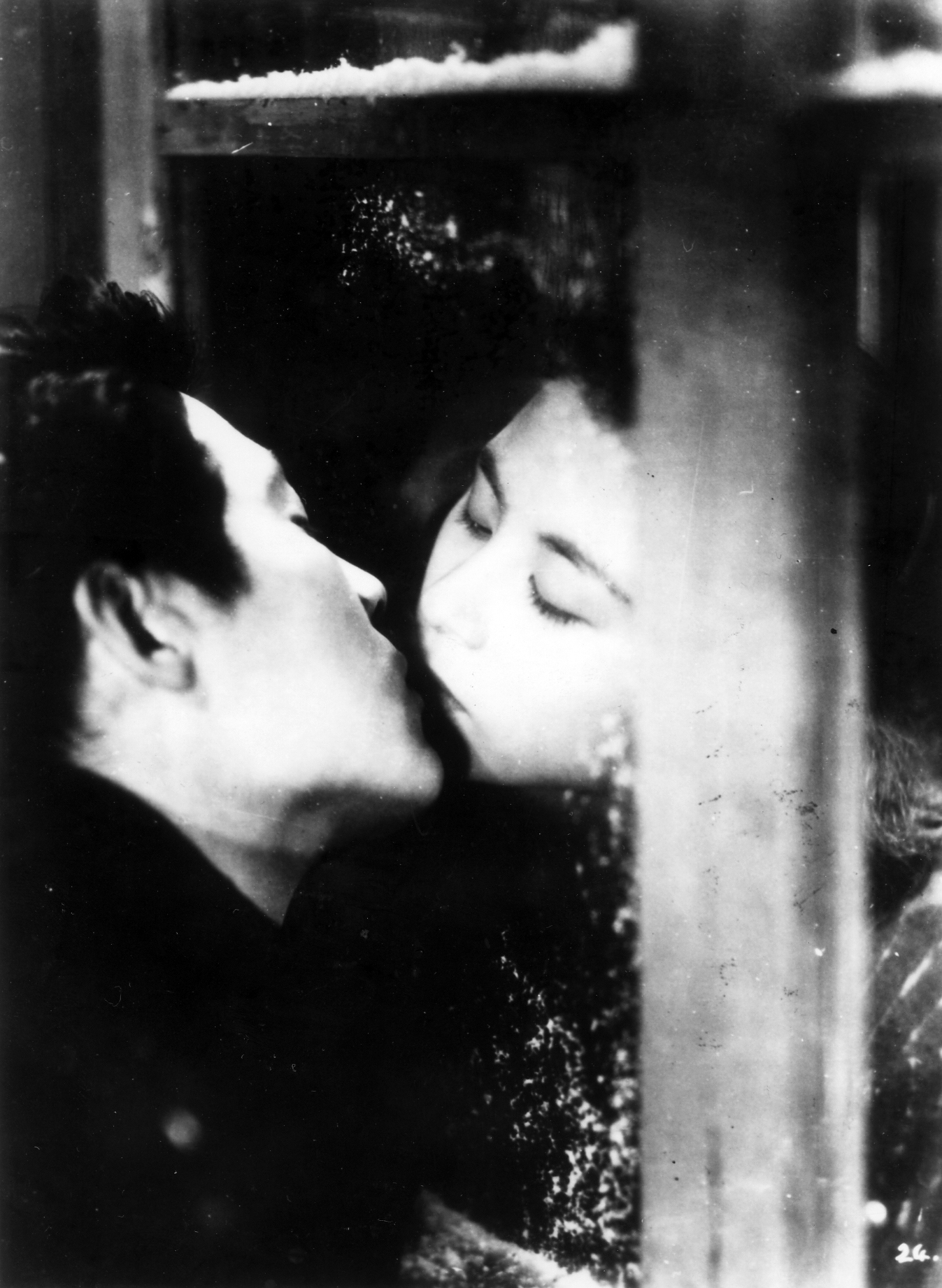
『また逢う日まで』(1950年）

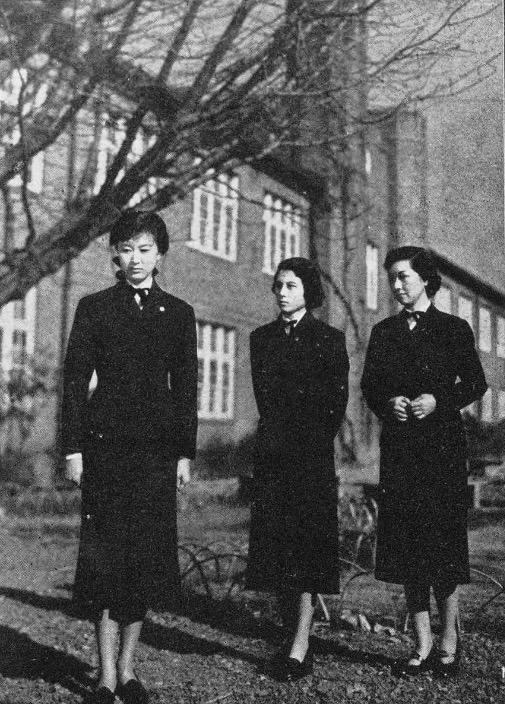
『女の園』（1954年）

侯爵、貴族院議員久我通顕の長女。母は日本橋区薬研堀町のべっ甲商、永峰セルロイド工業社長篠崎宗太郞長女與志江。久我家は村上天皇まで遡る村上源氏の流れを汲む清華家の家格であり、華族の家柄である。東京市（現・東京都新宿区）牛込に生まれる。1946年、 女子学習院（女学校課程）在学中、第一期東宝ニューフェイスに合格。同期に三船敏郎・堀雄二・伊豆肇・若山セツ子・堺左千夫らがいる。1947年、女子学習院を中退し、『四つの恋の物語』で映画デビューを果たす。
1950年の映画『また逢う日まで』では、日本映画ではタブーだった接吻のシーンを窓硝子ごしのクロースアップで演じた。
1954年、木下惠介の『女の園』の撮影中、久我と岸惠子は「女だけのプロダクションをつくろう」と意気投合した。「でも二人だけじゃ寂しいわね」と久我が言うと、岸は「有馬稲子っていう威勢のいい人がいるじゃない」と提案した。同年4月16日、久我、有馬、岸で「文芸プロダクションにんじんくらぶ」を設立した。
1957年　原田康子作の70万部を記録した小説『挽歌』をもとにした映画でヒロイン兵藤怜子を演じ大ヒットする。
1961年、俳優と結婚する気はなかったが、平田昭彦からの猛烈な求愛の末に結婚した。
1969年より約1年間、『3時のあなた』の司会を務めるなど、1970年代以降はテレビ・舞台を中心に活躍する。
1989年の映画『ゴジラvsビオランテ』では亡き夫・平田の遺志を受け継いで女性官房長官役で出演。当時史上初の女性官房長官である森山眞弓とシンクロしたことが報道された。
2004年、義姉にあたる女優・三ツ矢歌子（久我の方が年上）死去の時に、久々に公の場に姿を見せた。
2024年6月9日、誤嚥性肺炎のため死去。93歳没。

## 人物

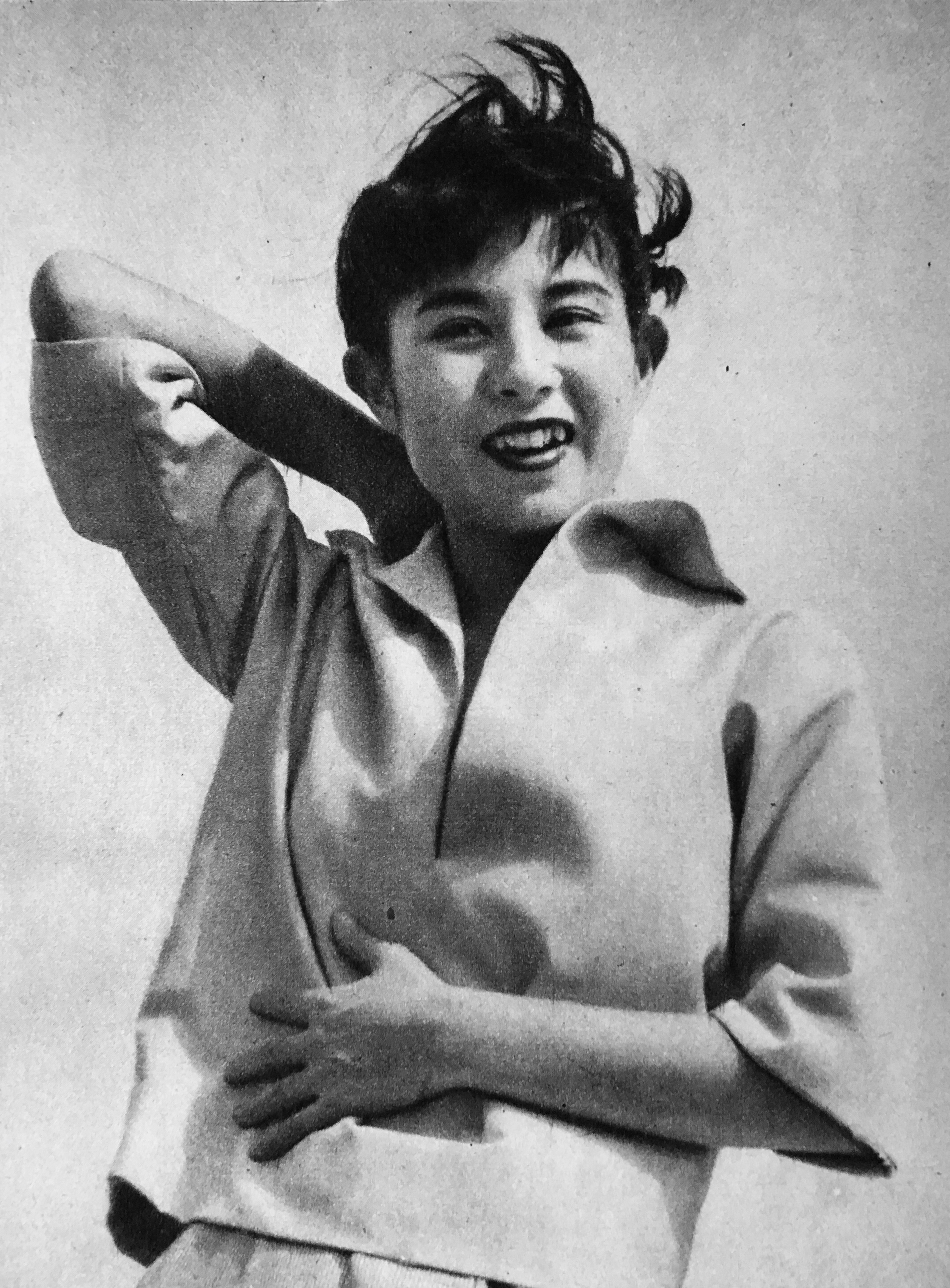
『サンケイグラフ』1954年8月29日号より

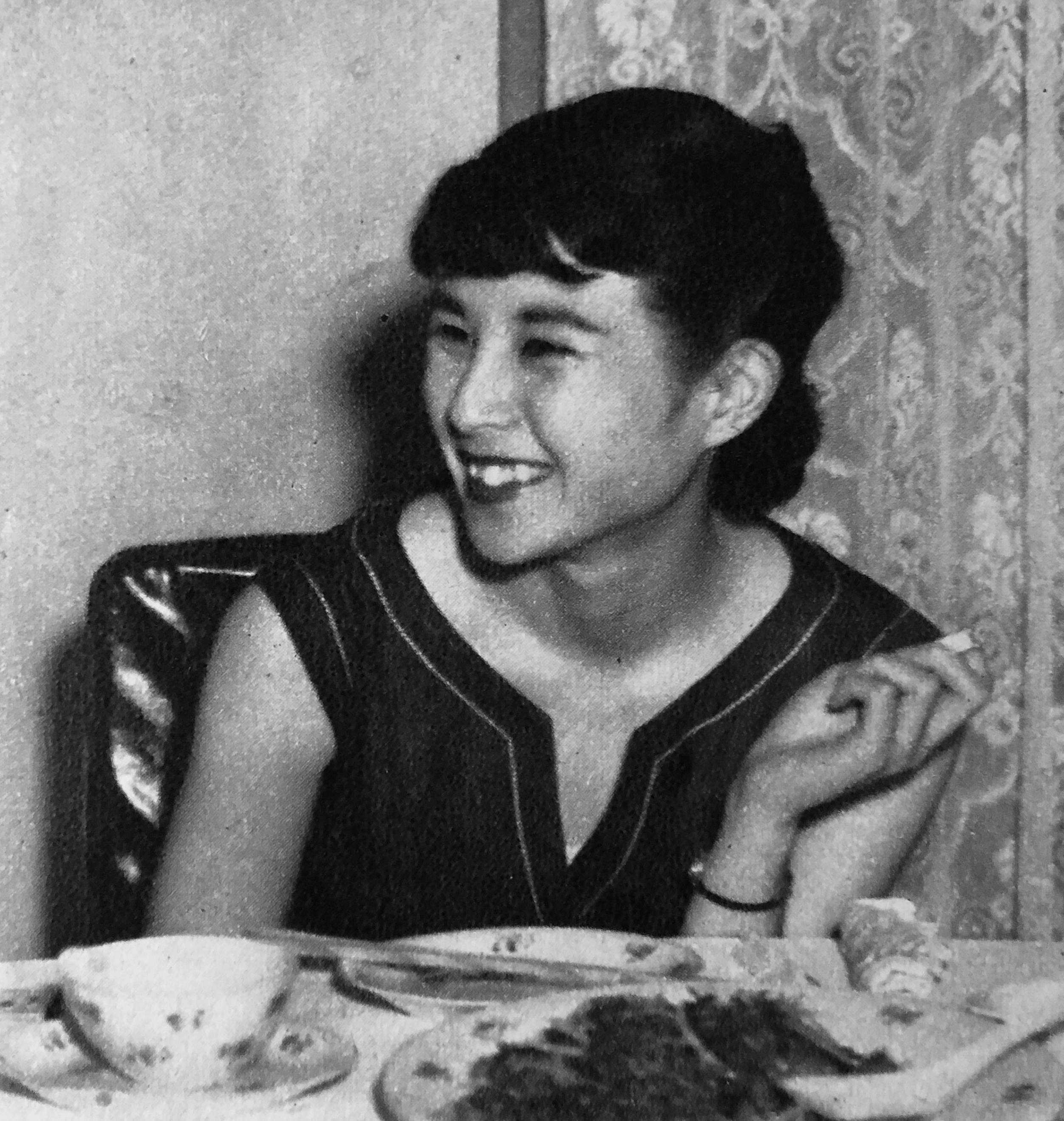
1954年

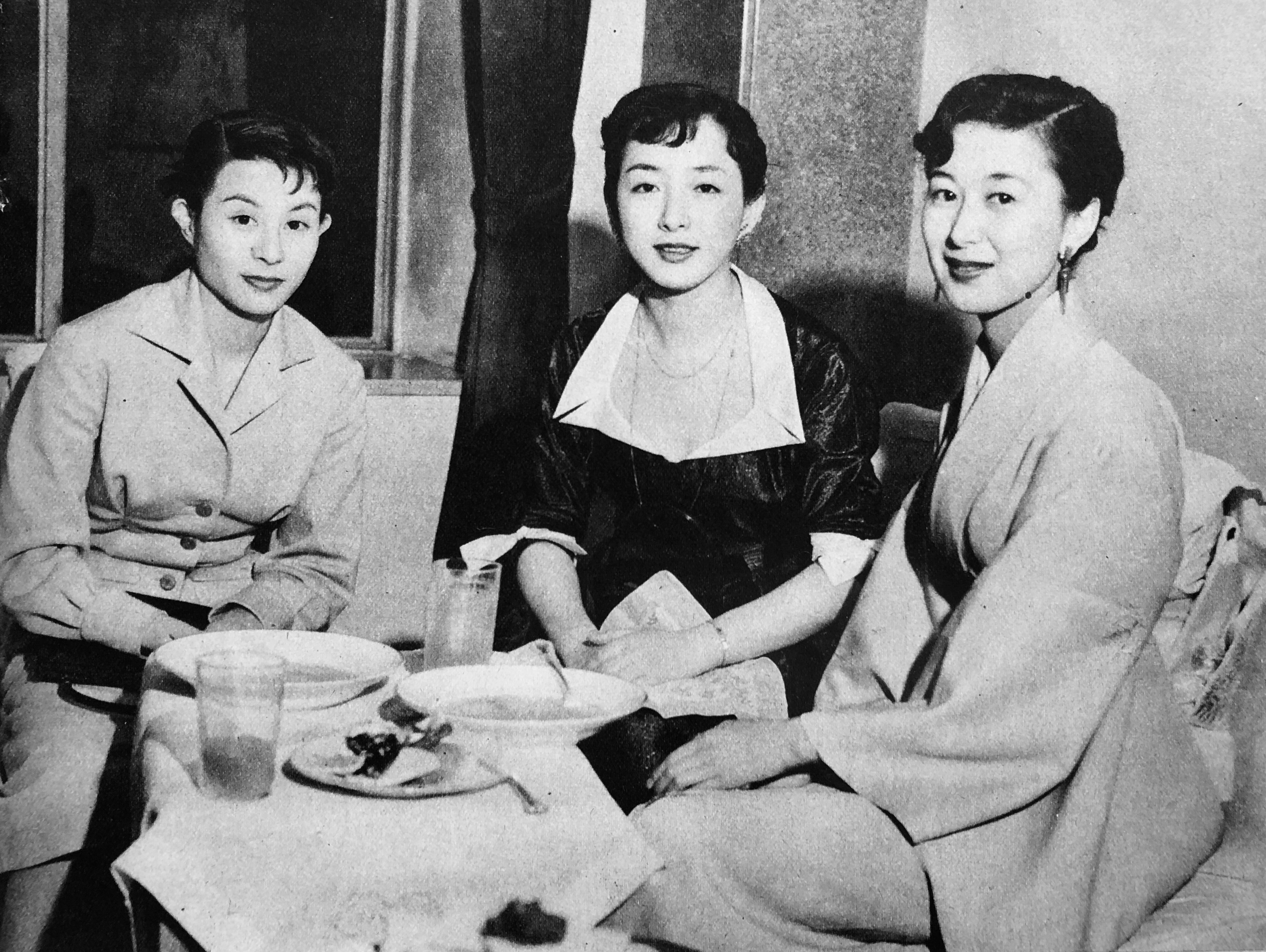
1954年に有馬稲子（中央）、岸惠子とともに「文芸プロダクションにんじんくらぶ」を設立した。

撮影所では本名の「はるこちゃん」と呼ばれた。稲垣浩は久我のファンで、いつか折を見て『風林火山』映画化が実現した際に「由布姫」役にと考えて1957年の映画『柳生武芸帳』で竜造寺の姫君役に起用したが、風林火山の映画化は12年後（1969年）になり、稲垣は「私の夢は果たせなかった」と悔やんでいる。
稲垣は久我について、「日本が戦争に負けたおかげで、侯爵の姫君が女優となったのだが、もし戦争に勝っていれば美子さんは尼寺の人となっていたかもしれない、そう思うと敗戦は久我家にとって幸福とは言えなかっただろうが、美子さんにとっては自由に生きる道がひらかれたと言っていいのかもしれない」とし、黒澤映画での「はる子ちゃん」は、「まる顔で、はつらつとしていた」、「太い眉毛、八重歯、特徴のある声帯、どれもこれもそれまでの映画女優になかった新鮮さがあった」と評している。
稲垣はロケ先で久我とマージャンをしてよく負けたが、久我に「先生、お願い、上らせて」と言われると「魔術にかかったように彼女に振り込んでしまった」「少しも口惜しいと思わなかった、たぶん、（久我に）いかれていたのだろう」と語っている。稲垣は藤本真澄の頼みで、久我と平田昭彦の結婚媒酌人を務めている。両者の馴れ初めは稲垣の『大坂城物語』（東宝、1961年）で共演が契機で、以来半年のあいだ、映画界にも週刊誌にも気づかれなかった二人の巧妙な恋愛は、さすが東大出身と元侯爵令嬢だけあると噂された。
若き日より家柄・容姿のみならず、演技面も芯の通った内面と気品が見るものにも伝わる確かな実力があった。日本映画史を代表する数々の名監督達も、こぞって彼女を起用した（下記参照）。平田との結婚後も、そして死別後も、長年にわたって女優活動を続けたが、2000年公開の映画『川の流れのように』以降はほとんど活動休止状態となっていた。
彼女が公卿華族育ちの名家出身ながら芸能界を志した理由は、祖父の久我常通が第36代当主だった大正時代から続く、久我侯爵家の経済状態の悪化を打開するためであった。当時の久我家は世間知らずの祖父と父親が、高利貸しに金を借りて慣れぬ事業に手を出して失敗し家屋敷を押さえられた上に、さらにその窮状を詐欺グループに付け込まれ、1932年、自邸内に事務所を置かせた欠食児童同情協会の寄付金詐欺事件で新聞沙汰になり、警視庁から厳しい取り調べを受けるなど、経済的に追い詰められていた。詐欺事件以降も久我侯爵家の生活苦は変わらず、常通は、破綻した「東日本炭砿」の取締役を一時務めていたほか、運送・倉庫会社の設立にも関わった。常通の事業失敗により、伯母（常通長女）の三千子は当時70歳の北海道の高利貸し・五十嵐佐市に嫁いだ。常通の弟で男爵久我通保の長男・久我通政も、1933年、家出後の生活苦から詐欺まがいの行為を行い警察から取り調べを受けたことで翌年廃嫡された。彼の弟で家督を継いだ次男の通武(戦後は農林省キャリア官僚として活躍)も共産思想に染まり、1934年に多くの華族子弟と共に宗秩寮から懲戒を受けた。このように戦前から久我家一族は分家も含め経済苦等による醜聞に次々と見舞われており、美子が戦後に映画界にデビューする前からすでに実家筋の評判は芳しくなかった。
美子の東宝ニューフェイスへの応募は、上記の経済的に困窮した家庭状況に加え、戦後の華族制度廃止でますます実家の生活が悪化することを憂慮し、家計を助けるため職につきたい一心からであったが、実家からは久我家の「体面を汚す」と猛反対された。結局美子が「久我（こが）」姓を名乗らないことと、住民票を親類宅に移すことを条件に芸能活動を許された。そのために漢字は同じでも本名「こが はるこ」が芸名「くが よしこ」と異なる。

## 家族・親族
久我家は、村上天皇の皇子具平親王の子源師房を祖とする平安朝の前期（10世紀）から続く公家の名門である。師房は当時の朝廷が藤原氏一色だった時代に、他の姓にもかかわらずに、右大臣、太政大臣になった人物である。以後は、戦国時代の晴通（藤原尚通は実父）は通言の養子として迎え、跡を継がせている。公家の家格には、第一等の「摂家」から、順に「清華家」、「大臣家」、「羽林家」、「名家」などがあり、久我家は、第二等に位する「清華家」の家格が与えられており、「清華家」の九家の中で筆頭に上げられている。
- 祖父・常通[15]（公爵久我通久と平民女性・中村萬子との庶子。侯爵、貴族院議員）

1873年（明治6年）生 - 1950年（昭和25年）没
- 祖母・まさ（平民出身）
- 父・通顕[15]（侯爵、貴族院議員）

1982年（昭和57年）没
- 母・與志江[15]

與志江の実家は日本橋でべっ甲問屋を営んでいた「篠崎商店」。セルロイドを扱ってかなり大きな商売をしていた商店である。通顕と結婚する時のことについて與志江によれば「当時は実家が平民、嫁ぎ先が華族さまというんで、宮内省がずいぶん調べたそうです。何でも親族を七代前まで調査するんだとかいわれて平民同士の結婚のように簡単にいかなかったようですよ。わがままいっぱいに育って『お嫁にはいかないっ』ていってたんですが、そこに華族さまからのお話があったんです。祖母が『末代までの誉れです』とすっかり感激して私に頼み込んだものです」と語る。
- 兄・誠通[15]（大正15年）生 -

現当主で道元禅師生家第37代当主、当道音楽会総裁、俳句結社「鷗座」所属で俳号は久我ともみち。
- 夫・昭彦（俳優）

1927年（昭和2年）12月生 - 1984年（昭和59年）7月没
子どもはない
- 伯母・三千子（金融業五十嵐佐市妻）
- 叔父・夏目通利（評論家）
- 妹 ます江 映画監督今井雄五郎の妻[21]）
- 大叔母 松浦董子（香淳皇后義姉。母は侯爵久我通久三女で常通の妹・節子、父は子爵松浦靖）

## 主な出演

### 映画

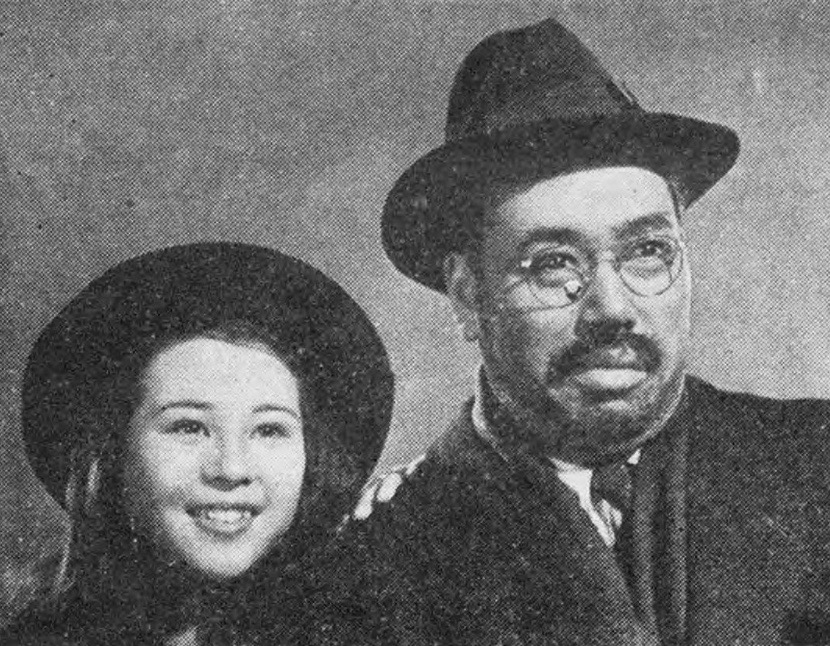
『醉いどれ天使』(1948年）

『女囚と共に』（1959年）

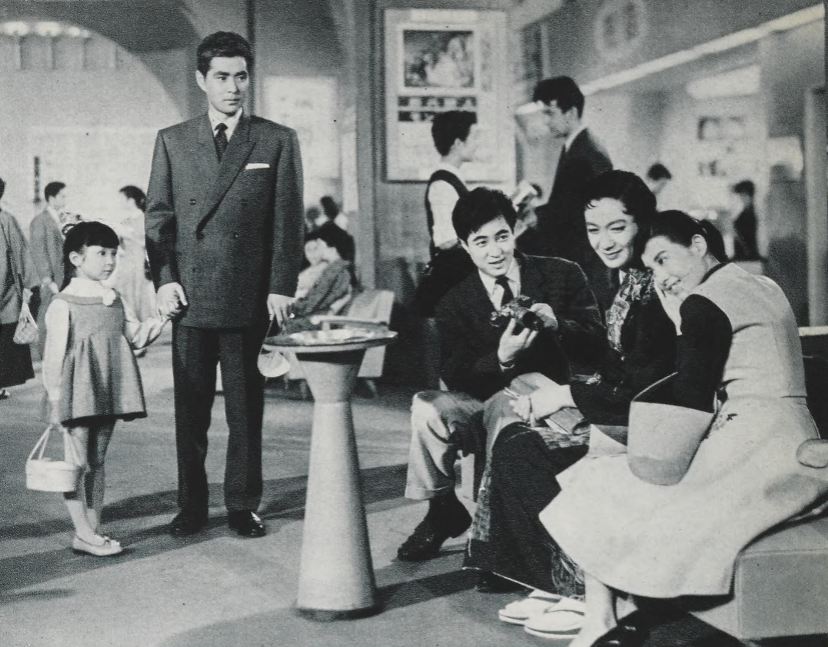
『女であること』（1958年）

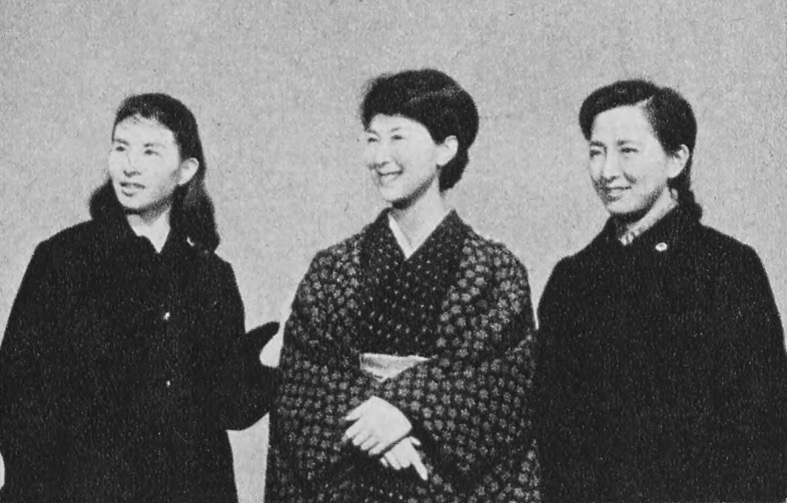
『風花』(1959年）

『お早よう』(1959年）

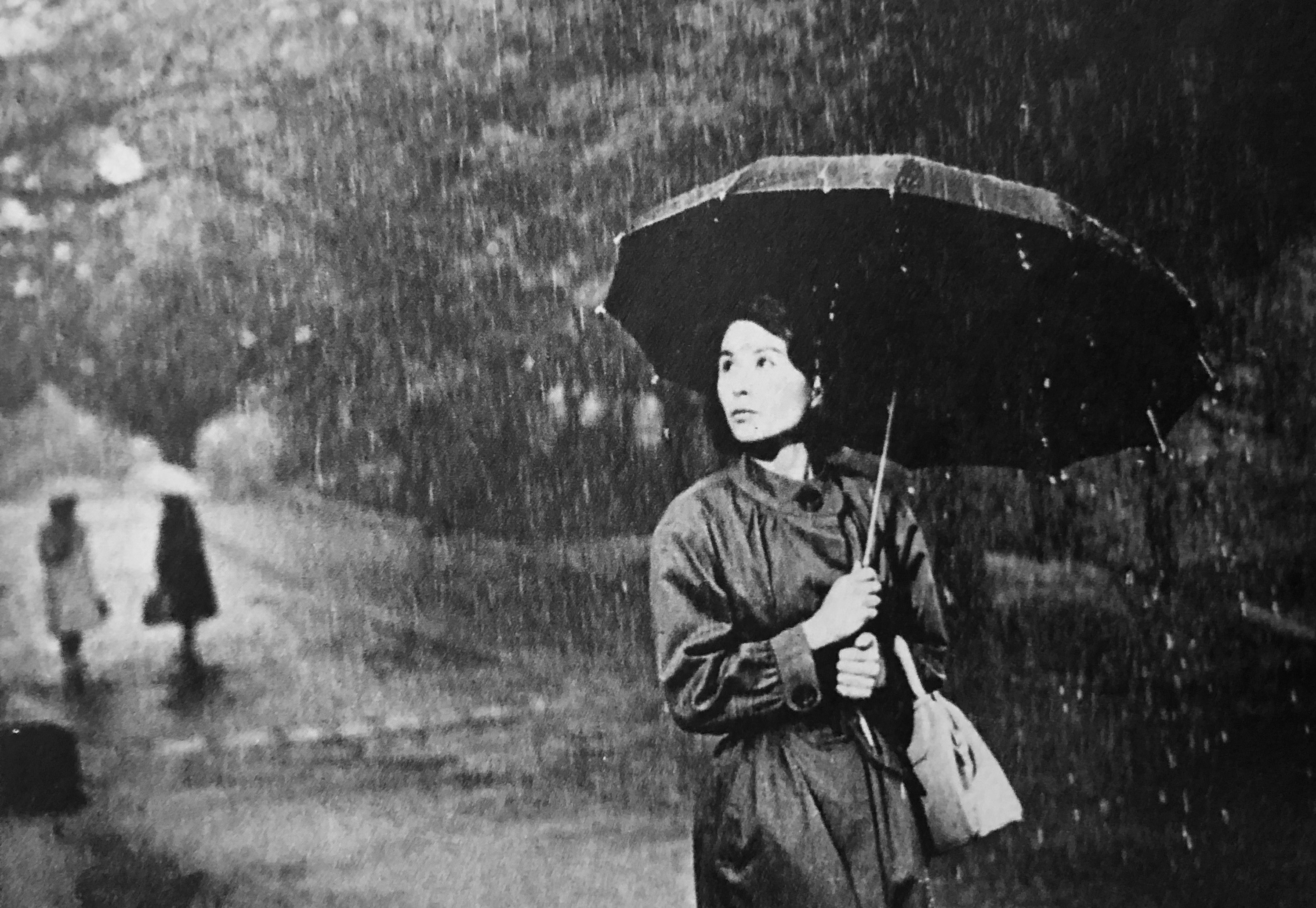
『青春残酷物語』(1960年）

- 四つの恋の物語 第一話「初恋」（1947年） - ※オムニバス映画
- 春の目ざめ（1947年）初主演
- 醉いどれ天使（1948年）
- ジャコ萬と鉄（1949年）
- 午前零時の出獄（1950年）
- また逢う日まで (1950年)
- 雪夫人絵図（1950年）
- 白痴（1951年）
- 長崎の歌は忘れじ（1952年）
- あの手この手（1952年）
- 戦艦大和（1953年）
- あにいもうと（1953年）
- 地の果てまで（1953年）
- にごりえ（1953年）
- 風立ちぬ（1954年）
- 女の園（1954年）
- 噂の女（1954年）
- この広い空のどこかに（1954年）
- 億万長者（1954年） - 鏡すて 役
- 愛すればこそ 第三話「愛すればこそ」（1955年）
- 新・平家物語（1955年）
- 美わしき歳月（1955年）
- 太陽とバラ（1956年）
- 夕やけ雲（1956年）
- 女囚と共に（1956年）
- 黄色いからす（1957年）
- 柳生武芸帳 （1957年、東宝） - 夕姫 役
- 挽歌（1957年）
- 柳生武芸帳 双龍秘剣 （1958年、東宝） - 夕姫 役
- 女であること（1958年）
- 季節風の彼方に（1958年）
- 彼岸花 （1958年）
- この天の虹（1958年）
- 風花（1959年）
- お早よう（1959年）
- 青春残酷物語（1960年）
- 大坂城物語（1961年） - 小笛 役
- ゼロの焦点（1961年） - 鵜原禎子 役
- 山河あり (1962年)
- 二人で歩いた幾春秋（1962年）
- 続・拝啓天皇陛下様（1964年）
- 士魂魔道 大龍巻 （1964年、宝塚映画）
- かあちゃんと11人の子ども（1966年）
- 風林火山（1969年）
- ゴジラvsビオランテ（1989年） - 大和田圭子 役[1]
- 226（1989年） - 渡辺すず子 役
- 無能の人 （1991年）
- おこげ（1992年）
- 空がこんなに青いわけがない（1993年）
- 119（1994年）
- 東京日和（1997年）
- 時をかける少女（1997年）
- 川の流れのように（2000年）

### テレビドラマ
- 図々しい奴（1963年、TBS）
- 喜びも悲しみも幾歳月（1965年、TBS）
- ザ・ガードマン 第63話「女ひとり」（1966年、TBS）
- 戦国太平記 真田幸村（1966年 - 1967年、TBS） - 崇源院 役
- 連続テレビ小説（NHK総合）
  - 「旅路」（1967年 - 1968年）
  - 「都の風」（1986年 - 1987年）
- 泣いてたまるか（1967年、TBS）
- 鬼平犯科帳（松本幸四郎版）第20話「山吹屋お勝」（1970年、NET・東宝）- 山吹屋お勝
- 冬の旅（1970年、TBS）
- 大河ドラマ（NHK総合）
  - 「新・平家物語」（1972年） - 待賢門院 役
  - 「勝海舟」（1974年）
  - 「いのち」（1986年） - 高原千恵 役
- それぞれの秋（1973年、TBS）
- 華麗なる一族（1974年 - 1975年、山崎豊子原作、毎日放送[注釈 1]） - 万俵寧子 役
- 放浪家族（1975年、毎日放送[注釈 2]） - 堀田佳子 役
- 男たちの旅路 （1976年、NHK総合）
- 火の路 （1976年、NHK総合）
- だいこんの花 第5部（1977年、テレビ朝日） - 片倉直子 役
- 魂の試される時（1978年、フジテレビ） - 川瀬博子 役
- 無邪気な関係（1984年、TBS） - 結城敦子 役
- 25才たち・危うい予感（1984年、日本テレビ） - 早川清子 役
- 火曜サスペンス劇場（日本テレビ）
  - 「刑事の愛した女」（1984年）
  - 「花嫁は眠れない」（1987年）
  - 「夜の事情」（1994年）
- 月曜ドラマランド（フジテレビ）
  - 「はいからさんが通る」（1985年）
  - 「新ハーイあっこです」（1987年） - 坂本セツコ 役
- 木曜ゴールデンドラマ（よみうりテレビ）
  - 「先生助けて! 殺意の教室」（1985年）
  - 「空の色紙」（1986年）
  - 「ガラスの中の幸福」（1986年）
  - 「縁談」（1989年）
- ドラマ人間模様 樋口一葉 われは女成りけるものを（1985年、NHK総合） - 歌子 役 ※第23回ギャラクシー賞奨励賞[22][23][24]
- 月曜ワイド劇場「気になる隣の新家族」（1986年、テレビ朝日）
- 長七郎江戸日記 第2シリーズ スペシャル「千姫有情、母ありき」（1988年1月5日放送、日本テレビ・ユニオン映画）- 天樹院
- プロゴルファー祈子（1988年、フジテレビ） - 野上静子 役
- 男と女のミステリー「三姉妹は電話がお好き!」（1988年、フジテレビ）
- スクールガール・セレナーデ 桂華學女小夜曲（1988年、日本テレビ）
- 五稜郭（1988年、日本テレビ）
- 妻そして女シリーズ「新・三婆」（1989年、毎日放送） - 主演
- 空と海をこえて（1989年、TBS） - 佐伯寿麻子 役
- 課長サンの厄年（1993年、TBS）
- ドラマ新銀河（NHK総合）
  - 欅通りの人びと（1994年） - 野島芳子 役
  - この指とまれ!!（1995年） - すみれの母 役
  - ようこそ青春金物店（1996年） - 稲永タキ 役
- 妊娠ですよ（1994年、関西テレビ）
- お兄ちゃんの選択（1994年、TBS)　- 小暮静子 役
- うちの母ですが…（1995年、テレビ朝日）
- 天涯の花（1999年、NHK総合）

### バラエティー番組
- 3時のあなた（フジテレビ） - 司会（1969年10月 - 1970年9月）

### 広告
- 日本専売公社（現JT）「タバコは動くアクセサリー」

## 関連書籍
- 『水野晴郎と銀幕の花々』（近代文藝社。水野による久我を含む女優達のインタビュー集）
- 『君美わしく　戦後日本映画女優讃』（川本三郎著。文藝春秋。川本による久我を含む女優達のインタビュー集）
- 『小津安二郎新発見　松竹編』（講談社）　ISBN 4-06-206681-5
- 『明治・大正・昭和 華族事件簿』（千田稔著。新人物往来社）